# Tithonia rotundifolia
Tithonia rotundifolia, llamada comúnmente acahual rojo, girasol mexicano o jalacate, es una especie de planta con flor de la familia de las asteráceas, nativa de Norteamérica.

## Descripción
Es una hierba anual o perenne de hasta 4 metros de altura, de tallos glabros o, en especial hacia la parte superior, pubescentes. Las hojas son alternas, algo rugosas al tacto, con peciolos de hasta 10 cm de largo; láminas ovadas, deltoides o triangulares, en ocasiones lobadas, de hasta 38 cm de largo y 30 cm de ancho, de margen subentero, crenado o serrado. La inflorescencia es una cabezuela generalmente solitaria, largamente pedunculada, de involucro campanulado a hemisférico. Tiene alrededor de una docena de flores liguladas amarillas, anaranjadas o rojas y más de un centenar de flores del disco, amarillas o anaranjadas. El fruto es una cipsela turbinado-cuadrangular de menos de 1 cm de largo, de color marrón o negro, con dos alas desiguales caducas.

## Distribución y hábitat
De forma nativa, Tithonia rotundifolia se distribuye desde el norte de México hasta Panamá, aunque se ha naturalizado en muchas partes del mundo. Forma parte de la vegetación secundaria derivada del ecosistema de bosque seco. Se encuentra como ruderal a orillas de caminos y carreteras, así como en otras áreas perturbadas. También prospera como arvense en cultivos, principalmente de cítricos, maíz, frijol, tomate y garbanzo.

## Cultivo
El acahual rojo se cultiva como ornamental, gracias a sus llamativas inflorescencias. Por sus características, suele usarse en setos para formar un fondo para otras plantas de menor porte. Requiere de un suelo pobre a promedio, bien drenado, en una zona protegida del viento para evitar que sus tallos quebradizos se inclinen o se rompan. Los frutos deben colectarse a final de lograr la sobrevivencia de la especie para años posteriores. Sus flores atraen a todo tipo de polinizadores, de modo que también es una especie adecuada para emplearse en jardines para vida silvestre.

## Taxonomía
Tithonia rotundifolia fue descrita en 1917 por Sidney Fay Blake, sobre un basónimo de Philip Miller, en Contributions from the Gray Herbarium of Harvard University 52: 41.

### Etimología
Tithonia: nombre genérico derivado de la figura mitológica griega Titono, símbolo de la vejez; tal vez dado en alusión al indumento que caracteriza a algunos de los miembros de este género.
rotundifolia: epíteto específico latino que significa "de hojas redondas".

### Sinónimos
- Helianthus speciosus Hook.
- Leighia speciosa (Hook.) DC.
- Tagetes rotundifolia Mill.
- Tithonia aristata Oerst.
- Tithonia heterophylla Griseb.
- Tithonia macrophylla S.Watson
- Tithonia speciosa (Hook.) Hook. ex Griseb.
- Tithonia tagetiflora Desf.
- Tithonia uniflora J.F.Gmel.
- Tithonia vilmoriniana Pamp.
- Urbanisol aristatus (Oerst.) Kuntze
- Urbanisol heterophyllus (Griseb.) Kuntze
- Urbanisol tagetiflorus (Desf.) Kuntze
- Urbanisol tagetiflorus var. normalis Kuntze
- Urbanisol tagetiflorus var. speciosus Kuntze
- Verbesina szyszylowiczii Hieron.[5]